# Суперлига Енглеске у фудбалу за жене
Суперлига Енглеске у фудбалу за жене (енгл. Football Association Women's Super League) је највиша професионална фудбалска лига за жене у Енглеској. Настала је 2010. године као наследник Националне дивизије, која је била други ранг испод Суперлиге до 2013. године. По контролом је Фудбалског савеза Енглеске. Првак и другопласирани се квалификују за такмичење у Лиги шампиона.

## Прваци
| Клуб           | Победник | Победе сезоне                                               |
| -------------- | -------- | ----------------------------------------------------------- |
| Челси          | 7        | 2015, 2017/18, 2019/20, 2020/21, 2021/22, 2022/23, 2023/24. |
| Арсенал        | 3        | 2011, 2012, 2018/19.                                        |
| Ливерпул       | 2        | 2013, 2014.                                                 |
| Манчестер Сити | 1        | 2016.                                                       |